# Backward-wave Oszillator
Ein Backward-wave Oszillator (BWO), auch Carcinotron, ist eine Rückwärtswellenröhre und allgemein eine Laufzeitröhre zur Erzeugung von Mikrowellen. Sie hat gegenüber zum Beispiel Reflexklystrons und Magnetrons den Vorteil der elektrischen Abstimmbarkeit über einen großen Frequenzbereich.
Die Röhre wird überwiegend in der Forschung und im militärischen Bereich eingesetzt. Entwickelt wurden BWOs Anfang der 1950er Jahre zunächst von CSF und industriell gefertigt seit den 1960er Jahren.
Mit BWOs können je nach Typ Frequenzen von etwa 1 GHz bis in den Terahertz-Bereich erzeugt werden. Die Ausgangsleistung beträgt bei den gängigen Bauformen wenige Milliwatt und sinkt bei Erhöhung der Frequenz. Mit Sonderbauformen können Ausgangsleistungen bis zu 100 kW erreicht werden.

## Aufbau und Funktion

### Rückwärtswellenoszillator vom Typ „O“
Der Rückwärtswellenoszillator vom Typ „O“ hat einen ähnlichen Aufbau wie eine Wanderfeldröhre. Das „O“ aus der Bezeichnung stammt aus dem französischen Wort für Welle (l’onde) und benennt, dass sich das Magnetfeld in der gleichen Richtung wie der Elektronenstrahl und die Verzögerungsleitung für die Wellen befindet. Der Elektronenstrahl wird in diesem Typ linear entlang der Längsachse der Röhre geführt und durch ein starkes Magnetfeld fokussiert, welches an den Interaktionen jedoch nicht beteiligt ist. Die Geschwindigkeit der Elektronen im Elektronenstrahl kann durch das Kollektorpotential (praktisch: Änderung der Anodenspannung!) geändert werden. Somit kann die Frequenz der mit dieser Röhre erzeugten Schwingungen in recht großem Bereich geändert werden.
BWOs sind Oszillatorröhren, die ähnlich wie die nur zur Verstärkung dienenden Wanderfeldröhren unter anderem aus einer Helix als Verzögerungsleitung bestehen. Auf dieser läuft eine Welle und wechselwirkt mit einem Elektronenstrahl. Die erzeugte Welle läuft bei BWOs auf der Helix jedoch rückwärts, d. h. entgegengesetzt zur Richtung des Elektronenstrahls. Diese in einer Wanderfeldröhre unerwünschte Erscheinung wird hier gezielt ausgenutzt. Die Rückkopplung des Oszillators wird durch den Elektronenstrahl realisiert, indem die am Ausgang in ihm induzierten Geschwindigkeitsänderungen aufgrund der Laufzeit zu Dichteänderungen werden, die durch ihr elektrisches Wechselfeld das Ende der Helix anregen. Schwingungen werden somit dann erzeugt, wenn zwischen Elektronengeschwindigkeit und Phasengeschwindigkeit der Welle auf der Verzögerungsleitung eine Phasendispersion besteht.
In der technischen Ausführung besteht ein BWO aus folgenden Teilen:
- der Elektronenkanone, meist als Tetroden-Strahlsystem ausgeführt;
- der Verzögerungsleitung mit Auskopplung;
- dem Laufraum genannten Raum zwischen Kathode und Anode, in welchem die Interaktion mit dem Elektronenstrahl stattfindet;
- der Montageeinheit mit Magnet und Sockel;

Zur Vermeidung unerwünschter Schwingungen ist das Ende der Verzögerungsleitung durch Aufdampfen einer dünnen Eisenschicht bedämpft.

### Rückwärtswellenoszillator vom Typ „M“
Der Rückwärtswellenoszillator vom Typ M hat einen Aufbau ähnlich wie dem Magnetron, aber mit einer zusätzlichen Kaltkathode. Er verwendet wie das Magnetron ein elektrisches Feld {\displaystyle {\vec {E}}} zwischen den Kathoden und der Anode sowie ein senkrecht dazu stehendes magnetisches Feld {\displaystyle {\vec {B}}} zur kreisförmigen Ablenkung eines Elektronenstrahls. Die Elektronenbewegung endet in einem im Laufraum befindlichen Kollektor. Das elektrische Feld in der Verzögerungsleitung (den Resonatoren) bewegt sich entgegengesetzt zu der Elektronenbewegung im Laufraum.

## Anwendung
Der BWO findet unter dem Namen Carcinotron Anwendung als Hochfrequenzgenerator in älteren Radargeräten.
Gebaut wurden BWOs beispielsweise von der US-amerikanischen Firma Watkins-Johnson.